# Valentin Denis
Valentin Denis (Leuven, 18 september 1916 – aldaar, 2 april 1980) was een Belgisch kunsthistoricus en hoogleraar.

## Leven en werk
Valentin Denis was Doctor in de Oudheidkunde en Kunstgeschiedenis en was professor aan de Katholieke Universiteit Leuven en de Université catholique de Louvain, later ook nog aan de afdeling Louvain-la-Neuve van de UCL. Hij was lange tijd medewerker aan programma's over beeldende kunst van Schooltelevisie op de toenmalige BRT.
Hij publiceerde onder meer over Pieter Bruegel de Oude, Jan van Eyck, Dirk Bouts, Hugo van der Goes en over afbeeldingen van muziekinstrumenten uit de Nederlanden en Italië in de kunst van de 15e eeuw.
Hij was de auteur van het lees- en kijkboek Katholieke Universiteit te Leuven 1425-1958, dat een toegankelijk beeld schetste van de geschiedenis van de universiteit.
- Bibliothèque nationale de France: cb10348829c (data)
- Gemeinsame Normdatei: 1177259397
- International Standard Name Identifier: 0000 0001 1473 138X
- Library of Congress Control Number: n80116780
- Nationale Bibliotheek van Israël: 987007260210905171
- Nederlandse Thesaurus van Auteursnamen: 069747660
- Système universitaire de documentation: 095783032
- Virtual International Authority File: 57069790
- WorldCat: E39PBJd3M4w8wHJQ4tvw6BV9jC